# 桜町 (宮崎市)
桜町（さくらまち）とは、宮崎県宮崎市内の地名。東大宮地域自治区に属している。郵便番号は880-0057。

## 地理
宮崎市の中東部、東大宮地域自治区に属する。
北を村角町、南を東大宮、西を花ケ島町と接する。

## 歴史
- 2006年 - 花ケ島町・大島町・東大宮2丁目をもって桜町が成立。

## 世帯数と人口
2023年（令和5年）9月1日現在の世帯数と人口は以下の通りである。
| 町丁 | 世帯数  | 人口   |
| ---- | ------- | ------ |
| 桜町 | 460世帯 | 1217人 |

## 小・中学校の学区
市立小・中学校に通う場合、学区は以下の通りとなる。
| 町名 | 小学校               | 中学校               |
| ---- | -------------------- | -------------------- |
| 桜町 | 宮崎市立東大宮小学校 | 宮崎市立東大宮中学校 |

## 交通

### 鉄道
JR日豊本線が町の西端を通過する。最寄り駅は蓮ヶ池駅

### バス
宮交グループの運営するバスが営業している。